# Rebecca Horn
Rebecca Horn (Michelstadt, 24 de março de 1944 – Bad König, 6 de setembro de 2024) foi uma artista visual alemã.
Rebecca Horn ficou conhecida pelas suas instalações artísticas, sendo também cineasta, e por modificações corporais como Einhorn (Unicórnio), um fato corporal com um grande corno que é projetado verticalmente a partir do capacete, e Pencil Mask, um arnês de cabeça com muitos lápis projetando-se para fora. A reflexão de Rebecca Horn gira em torno do corpo, da sua extensão e da sua "maquinização". O corpo é objeto e deve ser manipulado para exaltar as suas possibilidades. Faz uma análise das formas corporais, da sua sensibilidade não explorada e do espaço que as contém, através da escultura, vídeo, instalação, performance e cinema. Na constante procura pela multiplicidade do corpo, Horn é forçada a criar um processo criativo superior ao anterior. Em maio-agosto de 2005 a Galeria Hayward de Londres celebrou uma retrospetiva de Rebecca Horn. Dirigiu os filmes: Der Eintänzer (1978), La ferdinanda: Sonate für eine Medici-Villa (1982) e Buster's Bedroom (1990). Horn viveu em Hamburgo até 1971, em Londres durante um breve período e desde 1973 em Berlim.

## Biografia

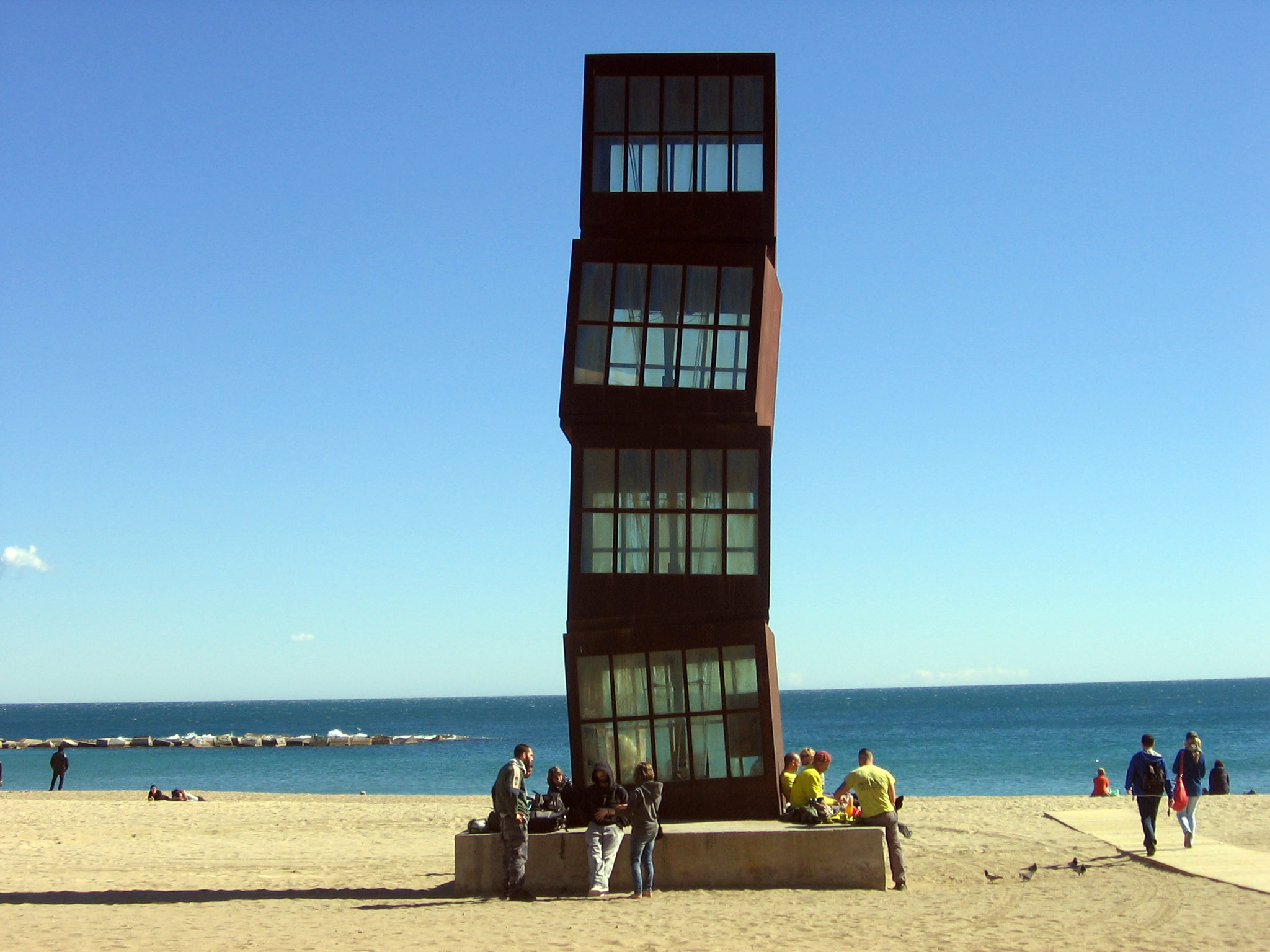
La estrella herida (1992), Passeio Marítimo de la Barceloneta, Barcelona.

Nasceu a 24 de março de 1944 em Michelstadt, Alemanha. Passou a maior parte da sua infância no internato e aos 19 anos revoltou-se contra o plano dos pais para estudar economia e decidiu ir para a Academia de Belas Artes de Hamburgo (Hochschule für Bildende Künste) (1964-1970). Uma doença pulmonar causada pelo seu trabalho com fibra de vidro e resinas sem proteção adequada obrigou-a a mudar. Na convalescença começou a desenhar com pinturas de madeira. Durante esta fase começou a criar as suas primeiras esculturas corporais feitas de madeira e tecido.
Afirmou: "Em 1964 tinha 20 anos e vivia em Barcelona, num daqueles hotéis que alugam quartos durante horas. Trabalhei com fibra de vidro, sem marca, porque ninguém disse que era perigoso, e fiquei muito doente. Durante um ano estive num sanatório. Os meus pais morreram. Estava totalmente isolada." Rebecca Horn teve de tomar grandes quantidades de antibióticos e dormiu muitas horas para ter energia suficiente para lhe permitir agir normalmente. Ela podia, no entanto, trabalhar com materiais mais suaves e quando estava na cama desenhou com pinturas de madeira (que ainda são os seus meios favoritos para desenhar). Ela também começou gradualmente a emergir do seu isolamento autoimposto e começou a criar esculturas e extensões estranhas com madeira de jangada e tecido. "Comecei a produzir as minhas primeiras esculturas corporais. Eu poderia costurar deitada na cama". A sua intenção era atenuar "a sua solidão comunicando através de formas corporais".
No final da década de 1960 começou a experimentar a performance. Uma jovem burguesa está pronta para se casar. Está vestida para a ocasião: usa uma buzina branca que cresce da cabeça e se agarra ao corpo por cinzas. A rapariga anda no campo a esfregar o trigo com as ancas. A peça é intitulada Einhorn (Unicórnio).
Quando Horn regressou à academia de Hamburgo, trabalhou com extensões corporais acolchoadas e ligaduras protésicas. No final da década de 1960 começou a criar arte performativa e continuou a usar extensões corporais.
No cinema, é inspirada por obras de Franz Kafka e Jean Genet, e pelos filmes de Luis Buñuel e Pier Paolo Pasolini. Dirigiu vários filmes: Die Eintänzer (1978), La Ferdinanda: Sonata for a Medici Villa, e Buster's Bedroom. Em todas as películas mostra a obsessão com o corpo imperfeito e o equilíbrio entre a figura e os objetos. Também colaborou com Jannis Kounellis e produziu algums filmes, incluindo Buster's Bedroom (1990) com Donald Sutherland.